# 朝鮮劇場
朝鮮劇場（日语：／ Chōsen Gekijō；：／）是朝鮮日治時期電影院、劇場。1922年（大正11年）11月6日京城府仁寺洞（現大韩民国首爾特別市鐘路區仁寺洞）落成、開館。1936年（昭和11年）6月11日，遭縱火燒燬而閉館。該地引入美国电影，上演演劇、歌唱，在韓國演劇史作用重要。

## 概要

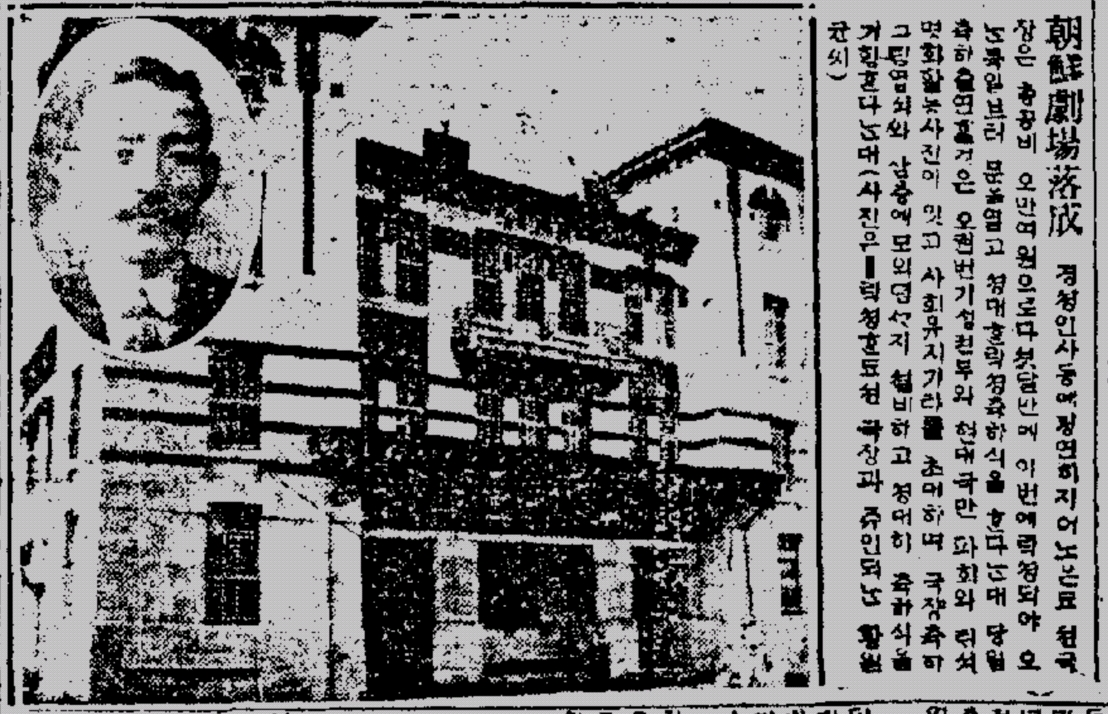
朝鮮劇場落成，1922年11月6日

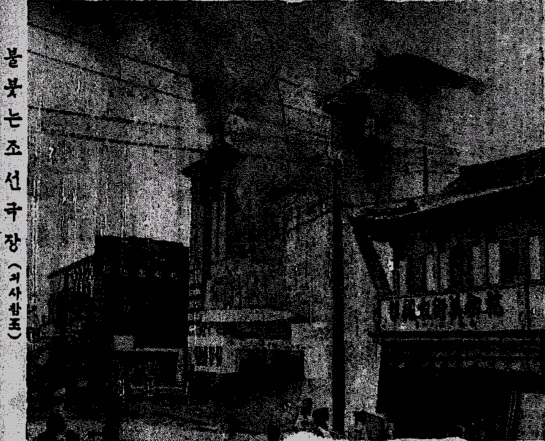
著火的朝鮮劇場，《每日新報 (朝鮮)》1936年6月13日版

1922年（大正11年）11月6日，朝鮮劇場於日治朝鮮京城府仁寺洞130番地（現大韓民國首爾特別市鐘路區仁寺洞130番地）新建並開館。據次日《每日申報》登載的開館廣告，該館有李東伯的獨唱、當時現代劇劇團「萬波會」的演劇、歐洲電影與美国电影。1923年（大正12年）參加劇團「土月會」的洪思容以該劇場為據點上演劇團演劇，1925年（大正14年）劇團因資金困難解散。同年發行的《日本映畫年鑑 大正十三、四年》載為京城府常設電影院，但未記載所有者、經營者、上映系統。
據電影史研究者笹川慶子說法，開館時經營者是黃金館（後國都劇場，黃金町4丁目）支配人、喜樂館（本町1丁目）經營者早川增太郎（早川孤舟）。早川除上映電影外，還設立東亞文化協會，製作電影，本人製作、導演，金肇盛主演的「朝鮮初商業用劇映畫」《春香傳》1923年末在朝鮮劇場首映。《朝鮮日報》12月25日版評該作上映令朝鮮古來文藝增添新光輝。
島村抱月所創藝術座附屬俳優學校畢業、在京城開設俳優學校的新劇演員玄哲在1927年（昭和2年）6月參與該劇場經營。同年發行的《日本映畫事業總覽 昭和二年版》雖未記載經營者，但記載支配人是金肇盛，上映系統是西洋電影的自由預約。金肇盛是《春香傳》主演，也是電影辯士。據1929年（昭和4年）發行的《日本映畫事業總覽 昭和三、四年版》，經營者由清水萬次郎取代，容納人數為800，上映系統延續西洋電影的自由預約。據次年發行的《日本映畫事業總覽 昭和五年版》，沒有其他具體變化，而經營者由西村福松取代。該劇場位於上流朝鮮人居住的北村，開館以來以面向朝鮮人的西洋電影為中心上映電影，以南村為居住、經濟生活中心的日本內地人也到該劇場觀影，日語雜誌《朝鮮公論》給予「難得名片陸續上映」的高評價。
任朝鮮演劇文化協會常務理事的演員岸本寬（金寬洙）作演出作品於1934年（昭和9年）4月在該劇場上映。據《東亞日報》6月1日版登載的廣告，查理·卓别林導演、主演的无声电影《城市之光》（美國1931年1月30日、日本1934年1月20日上映）當日該館上映。該廣告還記載當時人氣歌手申卡纳里亚特別出演等訊息。據該廣告，該作上映後《第四十二街》（劳埃德·培根導演，美國1933年3月8日、日本6月22日上映）亦在該館上映。
1936年（昭和11年）6月11日，朝鮮劇場白天放映時遭縱火完全燒燬。據《每日申報》13日版報導，300餘名觀眾平安，火勢也只蔓延至附近很小的範圍。該報導稱由於該館是「大正十年」（1921年）建築，同年內建築年限將滿，計畫新建，此事後並未復興，而是直接閉館。《映畫年鑑 昭和十七年版》並未記載與該館相當的電影院。

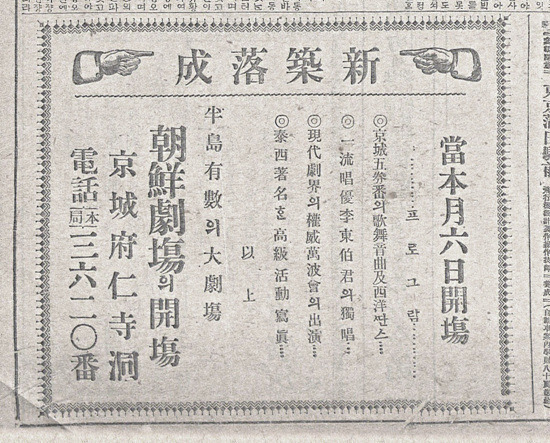
《每日申報》1922年11月7日版登載的開館廣告
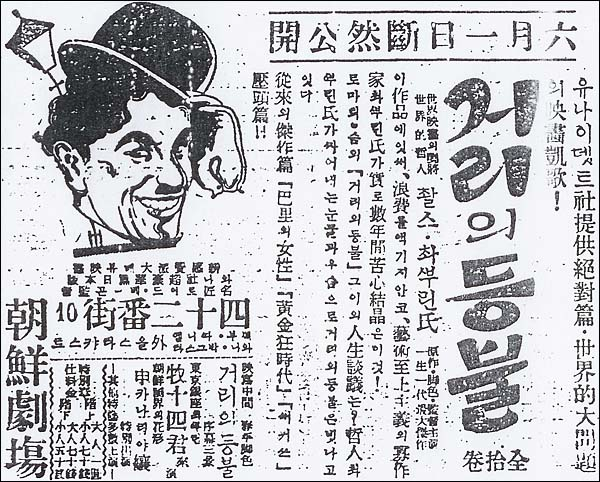
《東亞日報》1934年6月1日版登載的《城市之光》上映廣告
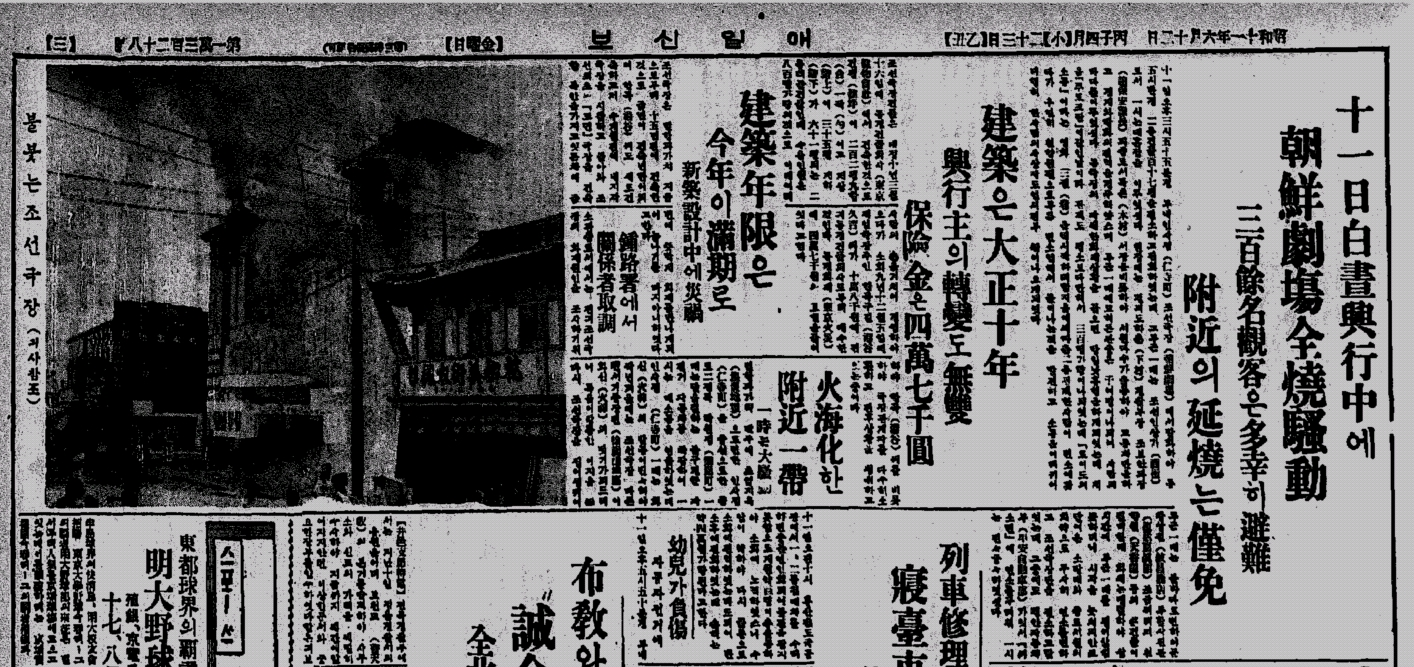
《每日申報》1936年6月13日版登載的全燒報導

### 引用
1. 1 2 3 4  國際映畫通信社 1927，第696頁.
2. 1 2 3 4  國際映畫通信社 1929，第302頁.
3. 1 2 3 4  國際映畫通信社 1930，第599頁.
4. 1 2 3 4 5 6  笹川慶子.  (PDF). 关西大学.   [2013-11-14]. （原始内容 (PDF)存档于2013-11-11）.
5. 1 2  朝日Graph編輯局 1925，第479, 506頁.
6. ↑  . 中原行夫の部屋. 電影旬報. 1932-01-01  [2013-11-14]. （原始内容存档于2013-11-05）.
7. 1 2 3  日本映畫協會 1942，第10–109頁.
8. 1 2 3   . 每日申報. 1922-11-07.
9. 1 2 3 4 5 6 7  韓國演劇協會 2008，第166頁.
10. 1 2 3 4   . 每日申報. 1936-06-13.
11. 1 2  梁仁實.  (PDF). 立命馆大学.   [2013-11-14]. （原始内容存档 (PDF)于2016-03-04）.
12. ↑  李 2001，第347頁.
13. ↑  徐 1982，第181頁.
14. ↑  민 1994，第163頁.
15. ↑  互联网电影数据库（IMDb）上《City Lights》的资料（英文）
16. ↑  街の灯 - KINENOTE
17. 1 2 3   . 東亞日報. 1934-06-01.
18. ↑  互联网电影数据库（IMDb）上《42nd Street》的资料（英文）

### 來源
- 朝日Graph編輯局（日语：アサヒグラフ） (编).  . 東京朝日新聞發行所. 1925.
- . 國際映畫通信社. 1927.
- . 國際映畫通信社. 1929.
- . 國際映畫通信社. 1930.
- . 日本映畫協會. 1942.
- 徐淵昊.  . 高麗大學校民族文化研究所. 1982.
- 민병욱.   [韓國戲曲史年表]. 國家資料院. 1994.
- 李光鎬.  . 法政大学出版局（日语：法政大学出版局）. 2001.
- 韓國演劇協會（朝鲜语：한국연극협회） (编).   [韓國現代演劇100年]. 연극 과 인간. 2008. ISBN 895786282X.